# J.D. Walton
Justin Daniel Walton, detto J.D. (Lawton, 24 marzo 1987), è un giocatore di football americano statunitense che gioca nel ruolo di centro per i San Diego Chargers della National Football League (NFL). Fu scelto nel corso del terzo giro (80º assoluto) del Draft NFL 2010 dai Denver Broncos. Al college ha giocato a football alla Baylor University venendo premiato come All-American.

## Carriera professionistica

### Denver Broncos
Classificato come il miglior centro disponibile nel Draft 2010, Walton fu scelto nel terzo giro dai Denver Broncos. Il 17 giugno 2010 firmò un contratto quadriennale. Dopo essere sempre partito come titolare nelle prime due stagioni della carriera, nella quarta settimana della stagione 2012 contro gli Oakland Raiders si infortunò a una caviglia, perdendo tutto il resto della stagione. Il 17 dicembre 2013 fu svincolato.

### Washington Redskins
Il giorno successivo, Walton firmò con i Washington Redskins.

### New York Giants
Il 12 marzo 2014, Walton firmò coi New York Giants. Il 2 marzo 2014, fu svincolato malgrado l'aver giocato tutte e 16 le partite della stagione da titolare.

### Miami Dolphins
Il 19 marzo 2015, Walton firmò un contratto con i Miami Dolphins. Fu svincolato il 30 agosto 2015.

### San Diego Chargers
Il 29 settembre 2015, Walton firmò coi San Diego Chargers.

## Statistiche
| Partite totali      | 52 |
| Partite da titolare | 52 |

Statistiche aggiornate alla stagione 2014